# Chiesa di San Michele Arcangelo a Pietralata
La chiesa di San Michele Arcangelo a Pietralata è una chiesa di Roma, situata come dice il nome, nel quartiere Pietralata in largo Geltrude Comensoli.

## Storia
Essa fu costruita nel 1938 su progetto dell'architetto Tullio Rossi, e fu consacrata il 25 settembre 1948 da monsignor Luigi Traglia.
La chiesa è sede di parrocchia, eretta il 23 settembre 1938 con il decreto del cardinale vicario Francesco Marchetti Selvaggiani "Ad viam Tiburtinam". Il territorio è stato desunto da quello delle parrocchie dei Santi Angeli Custodi a Monte Sacro e di San Lorenzo fuori le Mura, con decreto del 15 giugno 1982.

## Arte

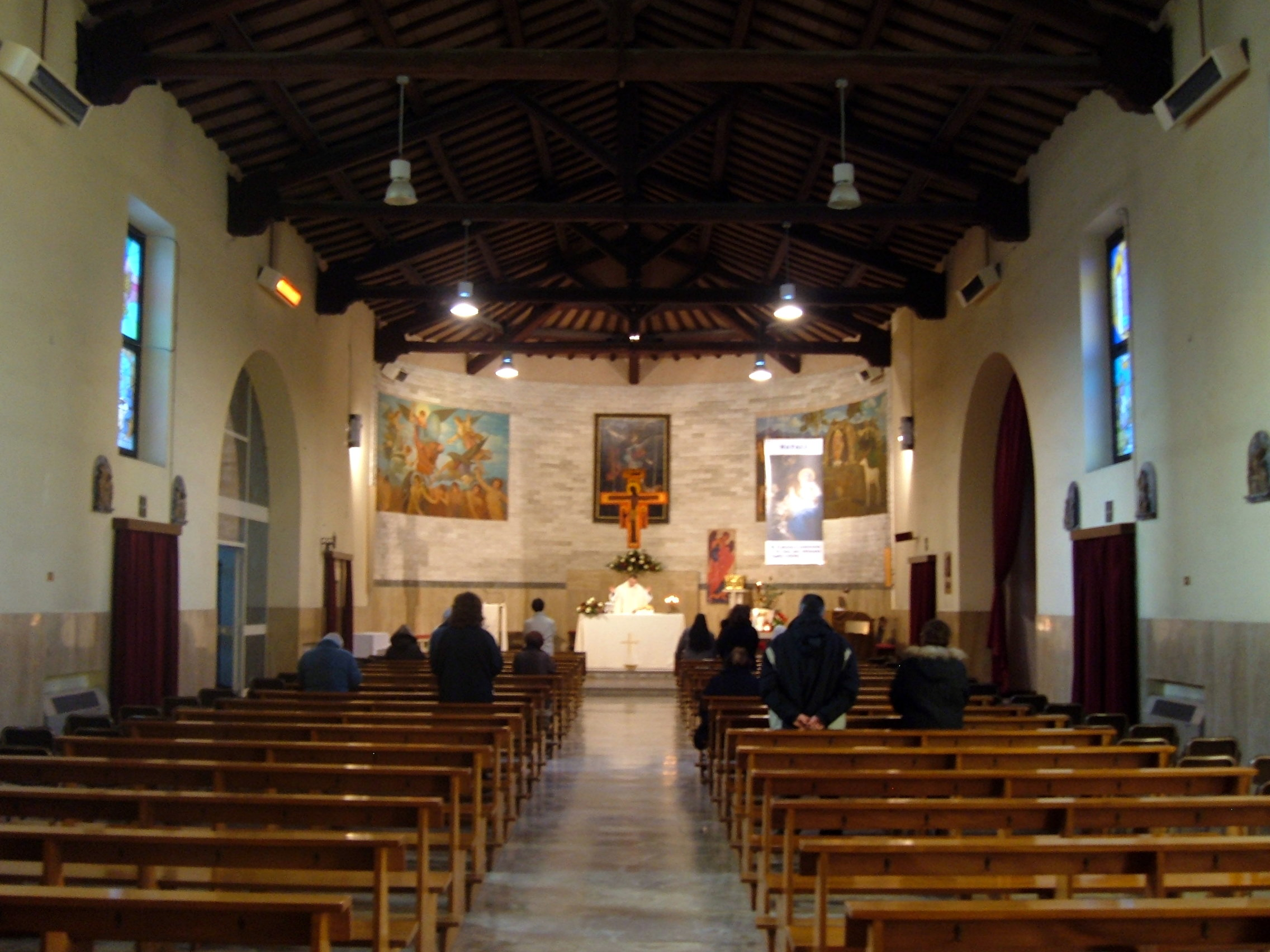
L'interno

La chiesa ha forme semplici, a forma di capanna con rivestimento in laterizio. Sulla cima del tetto è posta la statua della Madonna della medaglia miracolosa; nella facciata è posto lo stemma di papa Pio XI. L'edificio è affiancato da due campanili a vela, accostati a squadra.
All'interno, essa si presenta a pianta rettangolare, con nicchie ai lati, nei pressi dell'ingresso; qui si trovano due acquasantiere sostenute da basse colonnine. Nelle nicchie sono poste, a destra il gruppo marmoreo raffigurante l'Incontro di Gesù con Maria; a sinistra la statua di Sant'Antonio. Il soffitto è a capriate. Nel catino absidale era posto un Crocifisso; da gennaio 2010 al posto del crocifisso è stato posizionato un dipinto di San Michele Arcangelo (copia del più famoso di Guido Reni), il crocifisso si trova nella cappellina dietro l'abside utilizzata dai sacerdoti e dai gruppi parrocchiali più piccoli per l'adorazione eucaristica e la preghiera personale, mentre nelle absidiole laterali sono state sistemate due statue raffiguranti la Madonna e San Michele.